# Hyllus semicupreus
Hyllus semicupreus là một loài nhện trong họ Salticidae.
Loài này thuộc chi Hyllus. Hyllus semicupreus được Eugène Simon miêu tả năm 1885.

## Hình ảnh

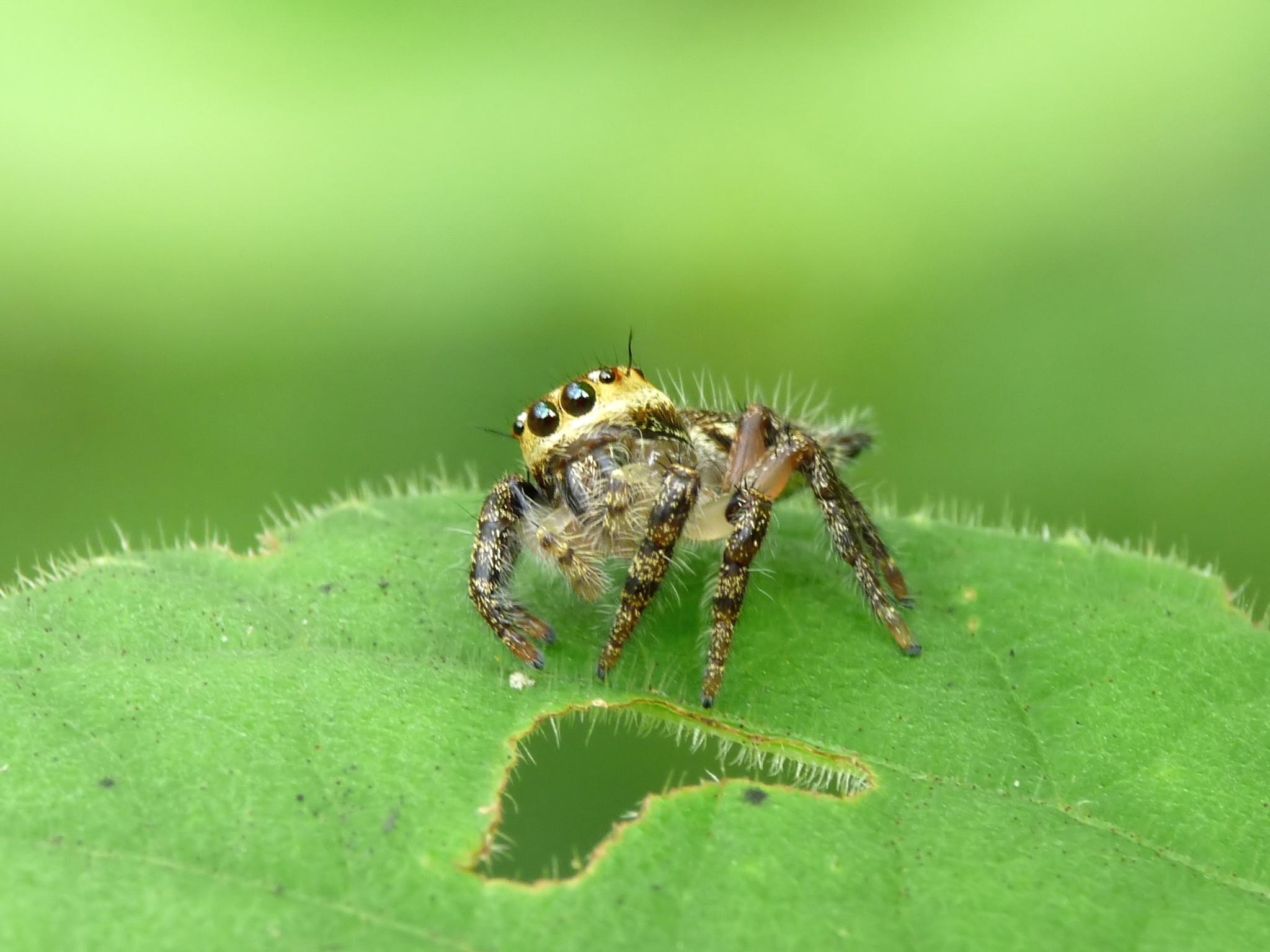
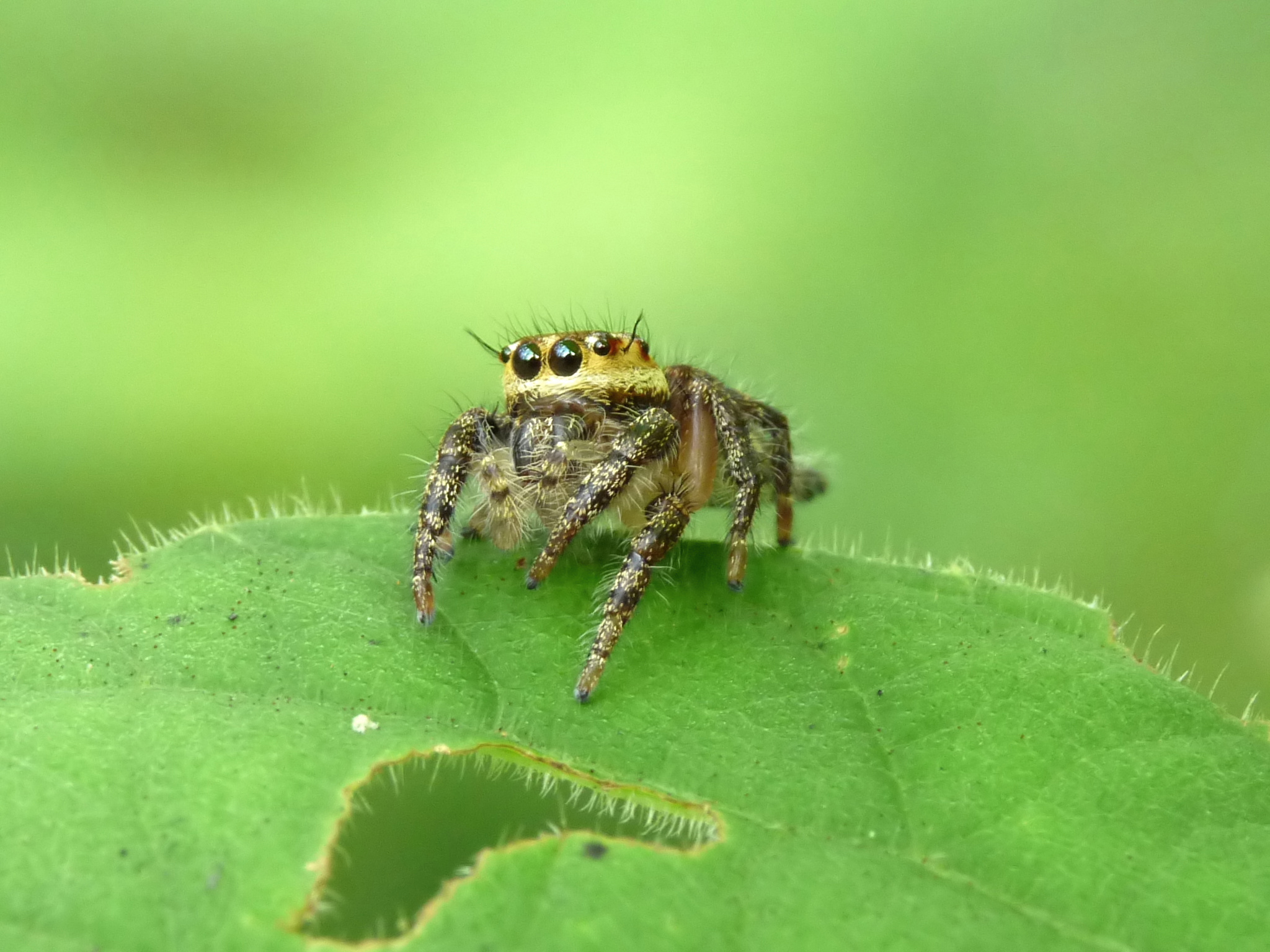
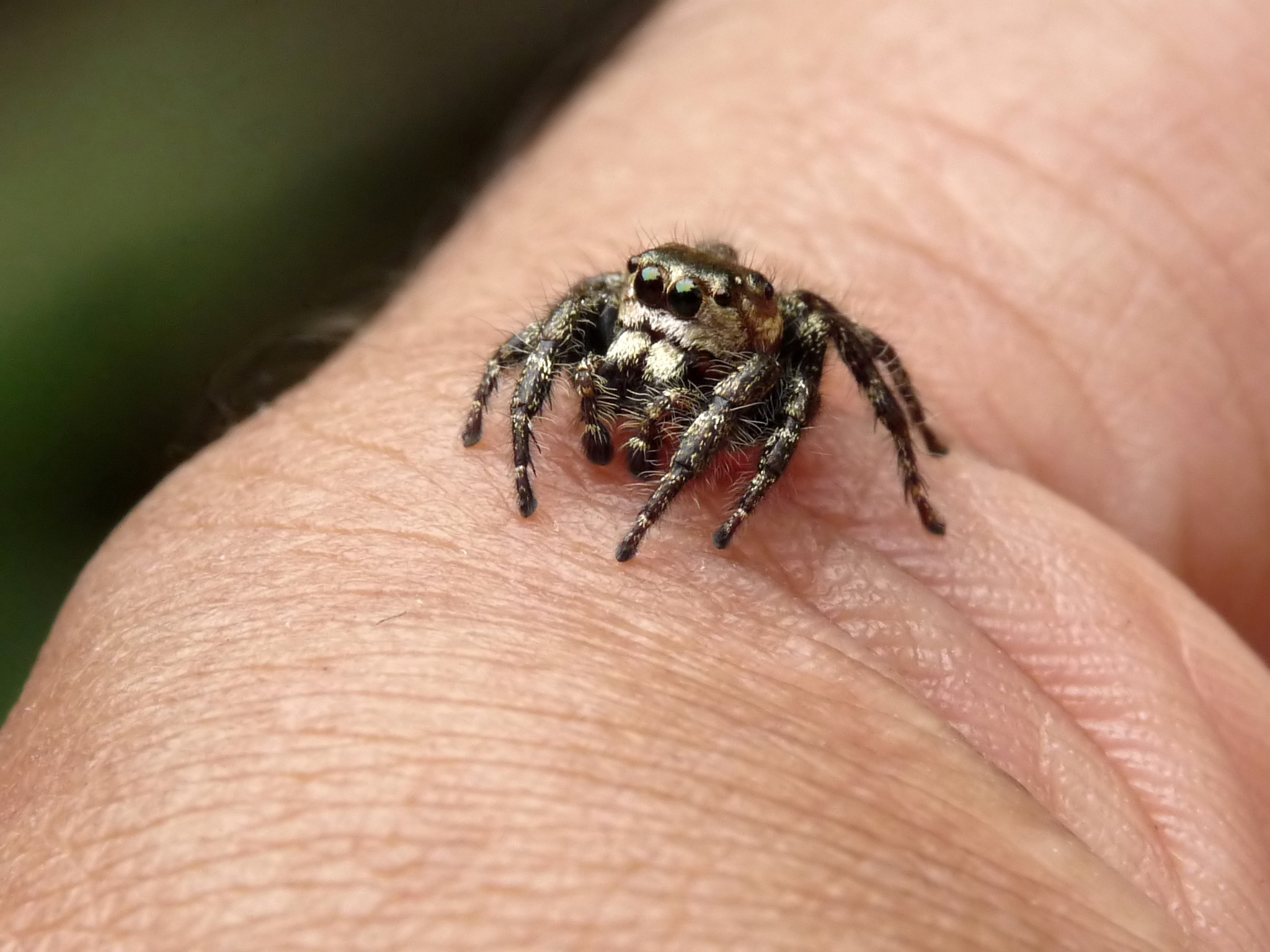
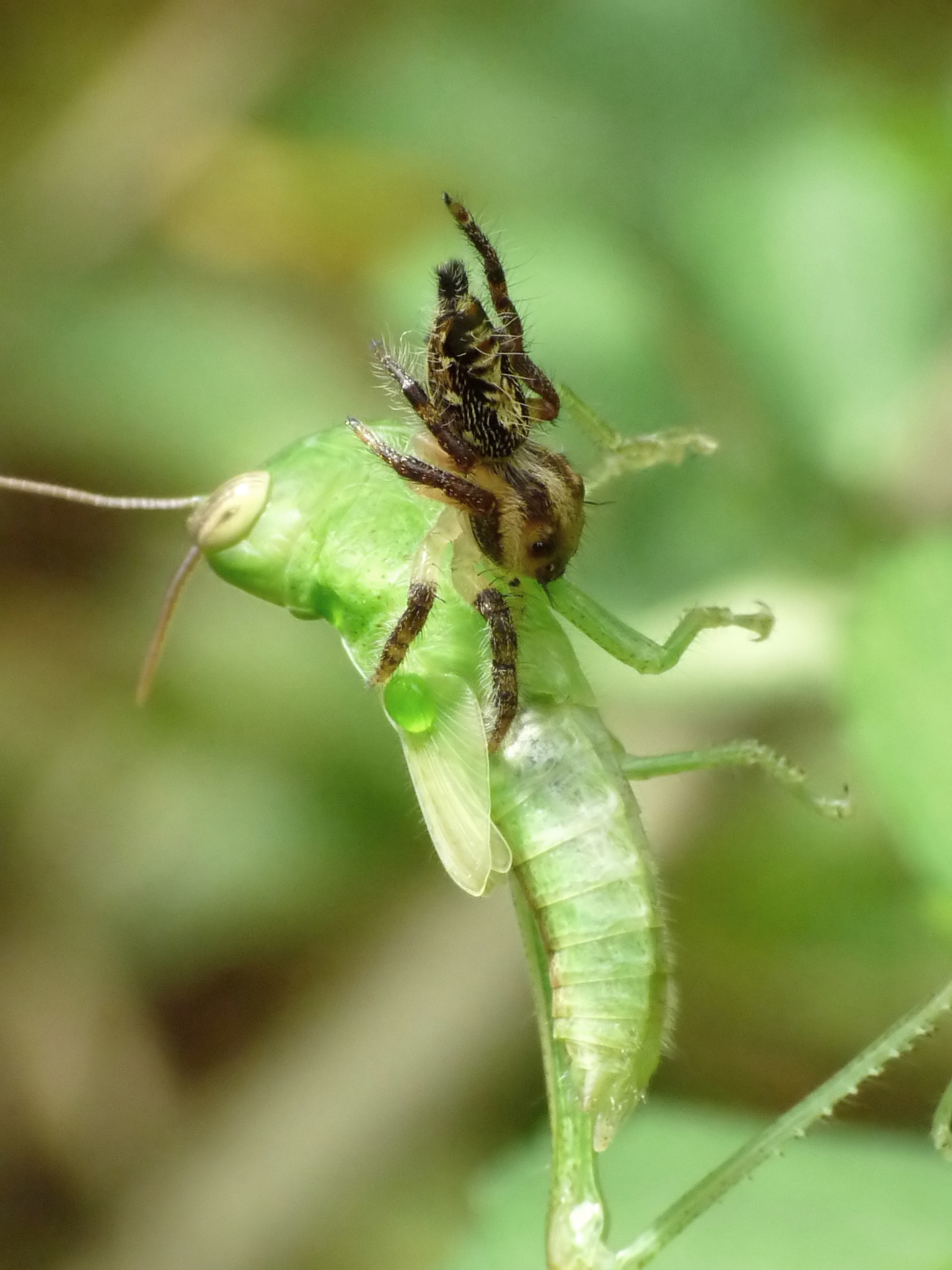